# Reformowana Federacja Polityczna
Reformowana Federacja Polityczna (niderl. Reformatorische Politieke Federatie, RPF) – holenderska partia polityczna, działająca w latach 1975–2004. Reprezentowała ortodoksyjnych protestantów, opierając swój program na tezach biblijnych.

## Historia
Ugrupowanie powstało w 1975, zostało założone przez trzy grupy dysydentów, którzy opuścili Partię Antyrewolucyjną. W wyborach krajowych RPF po raz pierwszy wystartowała w 1977, otrzymując 0,6% głosów, co nie pozwoliło uzyskać żadnych mandatów. W 1981 do Tweede Kamer partia wprowadziła dwóch posłów. Od tego czasu do wyborów w 1998 włącznie była reprezentowana w niższej izbie holenderskiego parlamentu przez 1, 2 lub 3 deputowanych. Poparcie dla RPF w wyborach wynosiło od 0,9% do 2%.
W 2000 RPF wraz z bliską programowo GPV zawiązały federację pod nazwą ChristenUnie. Obie partie w 2001 połączyły swoje grupy parlamentarne. 1 stycznia 2004 CU została przekształcona w jednolitą formację, tym samym Reformowana Federacja Polityczna przestała istnieć.
Politycznymi liderami partii byli kolejno: Meindert Leerling i Leen van Dijke.

## Wyniki w wyborach do Tweede Kamer
| Wybory | Wyniki       | Wyniki | Mandaty | +/− |
| Wybory | Głosy (tys.) | %      | Mandaty | +/− |
| ------ | ------------ | ------ | ------- | --- |
| 1977   | 53           | 0,6    | 0/150   | –   |
| 1981   | 108          | 1,3    | 2/150   | 2   |
| 1982   | 124          | 1,5    | 2/150   | 0   |
| 1986   | 84           | 0,9    | 1/150   | 1   |
| 1989   | 85           | 1,0    | 1/150   | 0   |
| 1994   | 159          | 1,8    | 3/150   | 2   |
| 1998   | 175          | 2,0    | 3/150   | 0   |